# 楊纂 (仇池)
楊 纂（よう さん、生没年不詳）は、前仇池の第8代君主。父は楊世。楊徳とも記載される。

## 略歴
370年、父の楊世が亡くなると後を継いだが、叔父の楊統はこれを認めずに自立したので、前仇池は分裂した。東晋へ使者を派遣し、簡文帝より平羌校尉・秦州刺史に任じられ、仇池公に奉じられた。
また、即位してすぐに前秦と国交を断絶した。
371年3月、前秦の西県侯苻雅・楊安・王統・徐成・羽林左監朱肜・揚武将軍姚萇が歩騎併せて7万を率いて仇池に襲来した。4月、前秦軍が鷲峡へ進撃すると、楊纂は5万の兵を率いて応戦した。また、東晋の梁州刺史楊亮は督護郭宝・ト靖に千騎余りを与えてて楊纂を援護させた。両軍は峡中で激突したが、楊纂は大敗を喫して兵卒の3・4割が戦死し、郭宝・ト靖も戦死したので、敗残兵を纏めて撤退した。西県侯苻雅は仇池まで侵攻すると、楊統は武都の衆ごと降伏した。楊纂はこれを大いに恐れ、自らを縛って降伏し、苻雅により長安へ送られた。仇池の民は関中に移されたので、その地は空虚となった。
楊纂は後に楊安に殺害されたという。